# Opistocysta funiculus
Opistocysta funiculus är en ringmaskart som beskrevs av Paciente A. Cordero 1948. Opistocysta funiculus ingår i släktet Opistocysta och familjen Opistocystidae. Inga underarter finns listade i Catalogue of Life.